# Otl Aicher

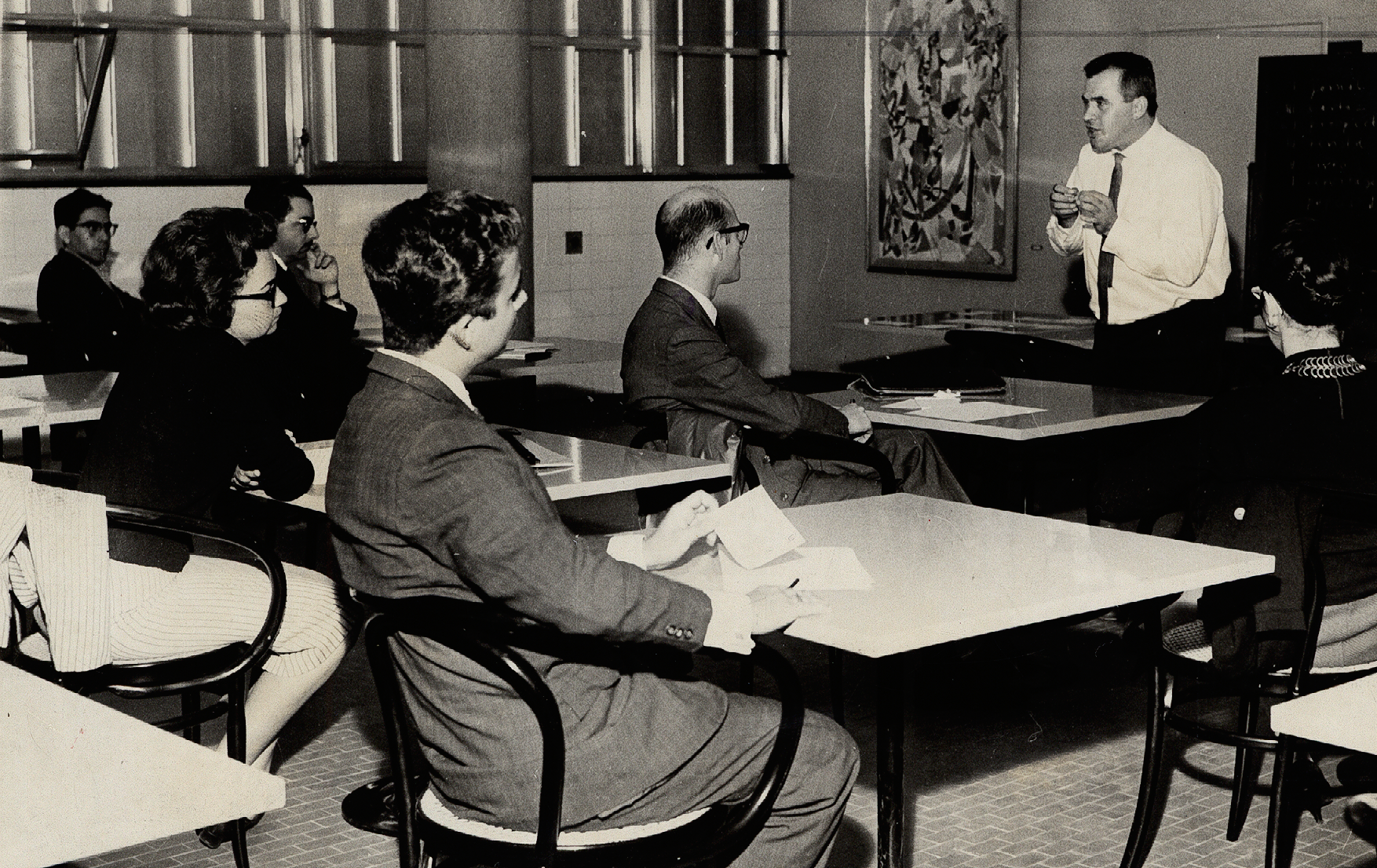
Otl Aicher (rechts), 1959

Otto „Otl“ Aicher (* 13. Mai 1922 in Ulm; † 1. September 1991 in Günzburg) war ein deutscher Grafikdesigner. Gemeinsam mit seiner Frau Inge Aicher-Scholl, einer Schwester von Hans und Sophie Scholl, und dem Architekten und Künstler Max Bill gründete er 1953 die Hochschule für Gestaltung Ulm (HfG).

## Leben
Otl Aicher wuchs in einem dem NS-Regime kritisch gegenüberstehenden Umfeld auf. Er war ein Schulfreund von Werner Scholl; ab Herbst 1939 kam er in engeren Kontakt mit dessen Geschwisterkreis; so entwickelte sich die Freundschaft mit den Geschwistern Scholl. Er war ein entschiedener Jungkatholik, der versuchte, sein Leben nach den Maßstäben des Augustinus auszurichten. Aicher weigerte sich, der Hitlerjugend beizutreten, daher war er 1937 inhaftiert und durfte 1941 nicht an der Prüfung zum Abitur teilnehmen (nach dem Krieg wurde ihm dieses nachträglich zuerkannt).
Aicher erhielt im selben Jahr bei seiner Einberufung in die Wehrmacht das Angebot einer Offizierslaufbahn, das er ablehnte. Konsequent verschloss er sich jeder Aufstiegsmöglichkeit im Militär. Aufgrund einer selbst beigebrachten Verletzung an der linken Hand konnte er eine Zeit lang dem Kriegsdienst entgehen und stand 1943 der Familie Scholl bei, als Hans und Sophie wegen ihrer Mitgliedschaft in der „Weißen Rose“ verurteilt und hingerichtet wurden. Trotz der Verletzung wurde er zum Einsatz an der Ostfront eingezogen. Anfang 1945 desertierte Aicher und versteckte sich bei den Scholls auf dem „Bruderhof“ in Ewattingen.

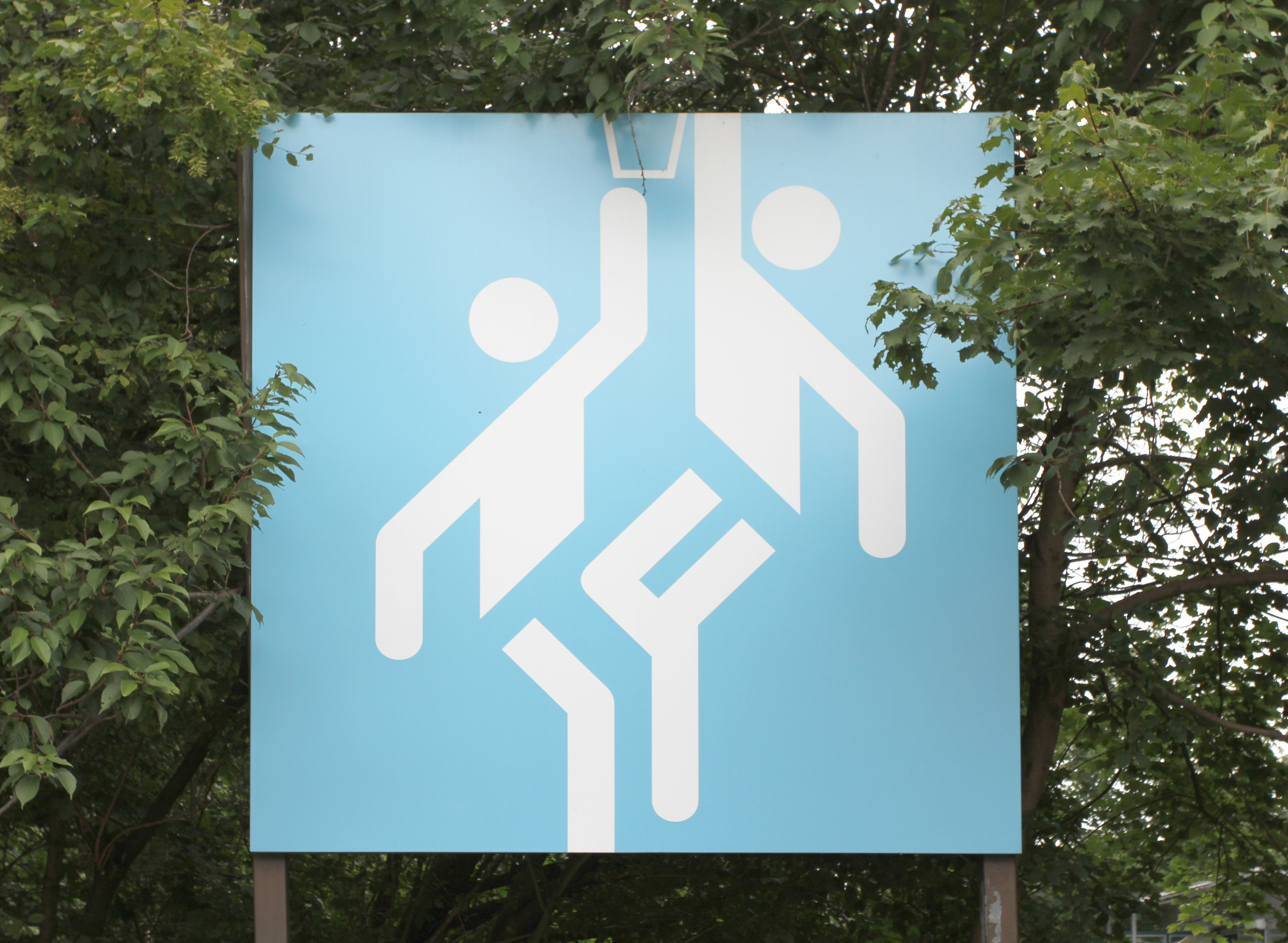
Piktogramm aus dem visuellen Erscheinungsbild für die Olympischen Sommerspiele 1972 in München – Basketball

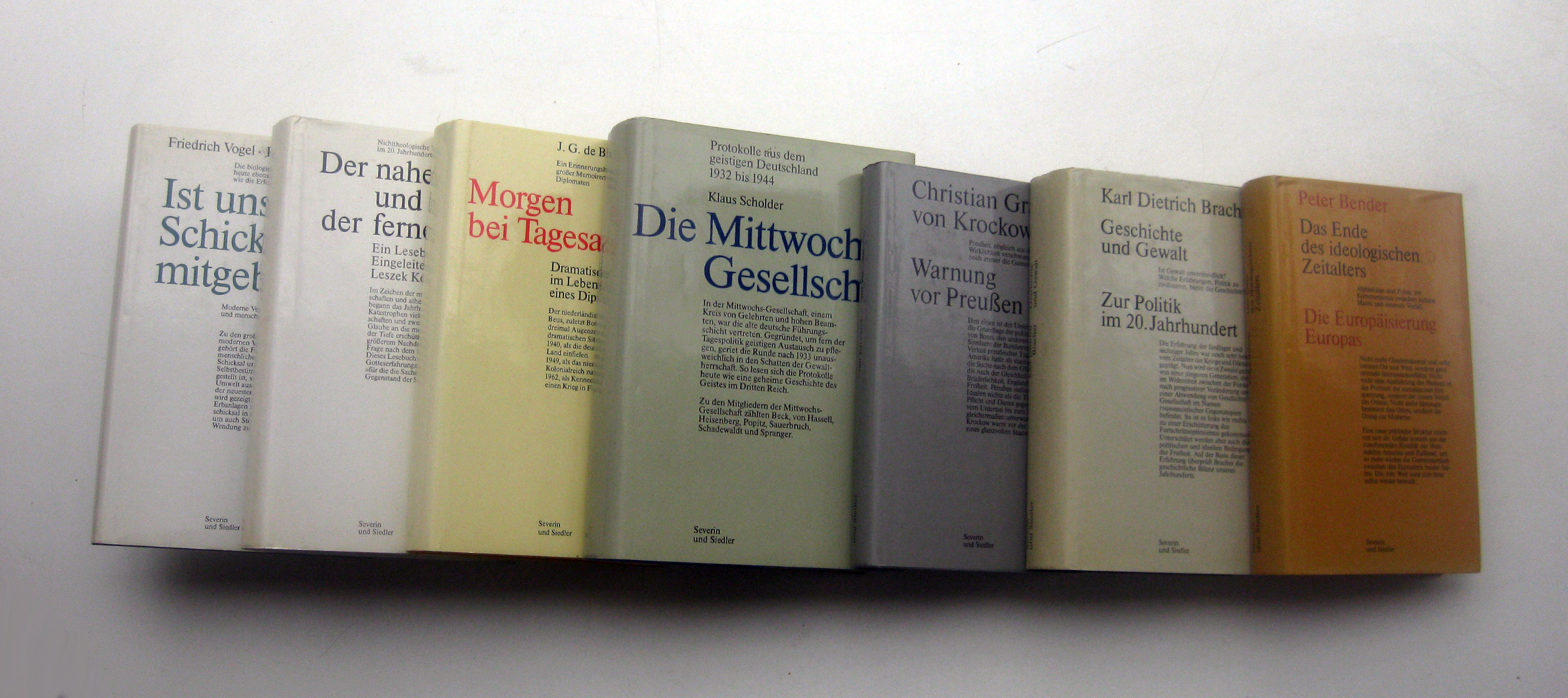
Bücher gestaltet für Severin und Siedler

1946 begann er ein Studium der Bildhauerei an der Akademie der Bildenden Künste in München. Im Jahr darauf eröffnete er sein eigenes Atelier in Ulm.

### Hochschule für Gestaltung in Ulm
Gemeinsam mit seiner späteren Frau Inge Scholl, der ältesten Schwester von Hans und Sophie, war er 1946 Mitgründer der Ulmer Volkshochschule, für die er bis in die 1960er Jahre zahlreiche Plakate entwarf. Mit Max Bill und Inge Scholl leistete er ab Ende der 1940er Jahre theoretische und konzeptionelle Vorarbeiten für eine eigene Hochschule für Gestaltung, die 1953 mit der Grundsteinlegung am Kuhberg in Ulm realisiert wurden. Er wurde Dozent für Visuelle Kommunikation.
1952 heiratete Otl Aicher Inge Scholl. Aus der Ehe stammen fünf Kinder: Eva Aicher (* 1953), Florian Aicher (* 1954), Pia Aicher (1954–1975), Julian Aicher (* 1958) und Manuel Aicher (* 1960).
1956 wurde er, nach dem Austritt Max Bills, Mitglied eines Rektoratskollegiums der Hochschule für Gestaltung, bevor er von 1962 bis 1964 deren alleiniger Rektor war. Zudem hatte er Gastprofessuren in Yale und Rio de Janeiro.
Von 1967 bis 1972 war Aicher Gestaltungsbeauftragter der Olympischen Spiele von München, deren Design und Gestaltungsrichtlinien er umfassend prägte, von den Uniformen der Ordnungskräfte über die Programmhefte und Plakate bis hin zu den Parkscheinen – auch ein bis heute international weit verbreitetes System von Piktogrammen als Wegweiser.

### Atelier in Rotis

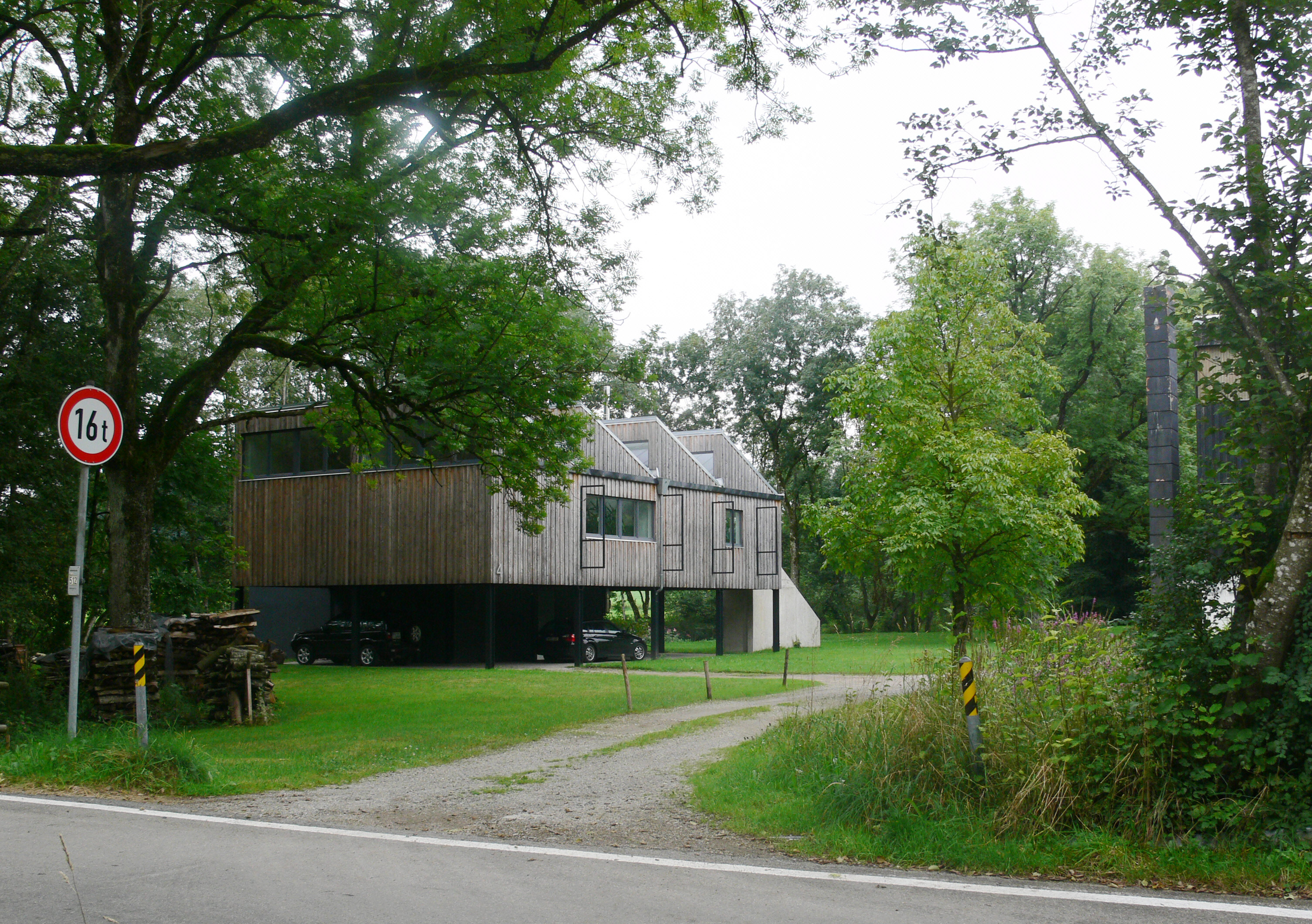
Aichers Atelierhäuser in Rotis, einem Ortsteil von Leutkirch im Allgäu

Im Anschluss daran kaufte Otl Aicher in Rotis (heute ein Ortsteil von Leutkirch im Allgäu) einen Bauernhof mit Mühlenanlage und zog mit seiner Familie dorthin. Er entwarf und baute in den 1970er Jahren für seine Bürogemeinschaft einige Atelierhäuser. 1984 gründete er zusammen mit seiner Frau das Institut für analoge Studien in Rotis. Dort entwickelte er 1988 die „Rotis“-Schriftfamilie, die er nach seinem Wohnort benannte, veröffentlichte seine Schriften über Design und hielt Fachseminare ab. Das Institut, das der Architekt Norman Foster den „Tempel“ nannte, war für Otl Aicher ein Forum, eine Plattform für Arbeitstreffen, Präsentationen und Lehrveranstaltungen mit Kollegen und Studenten. Er war wichtiger Mentor der Zeitschrift Arch+.
Otl Aicher starb am 1. September 1991 an den Folgen eines Verkehrsunfalls beim Rasenmähen, als er auf seinem Traktor rückwärtsfahrend mit einem Motorradfahrer kollidierte.

## Lebenswerk

Schriftmuster der „Rotis Sans“

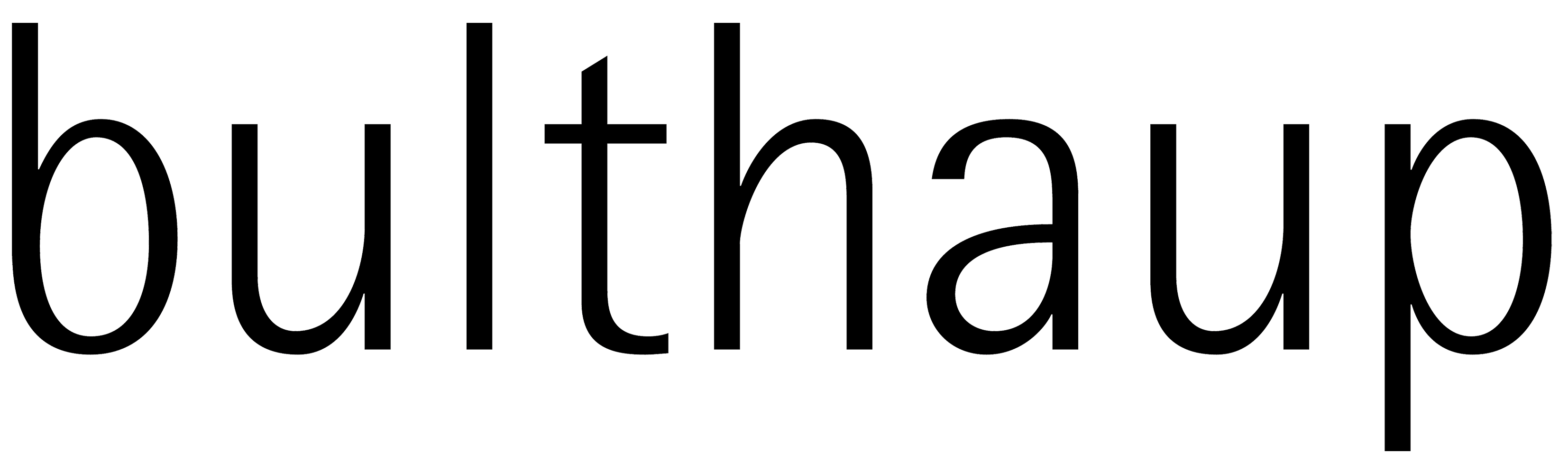
Logo des Küchenherstellers Bulthaup, gesetzt in Rotis SemiSans

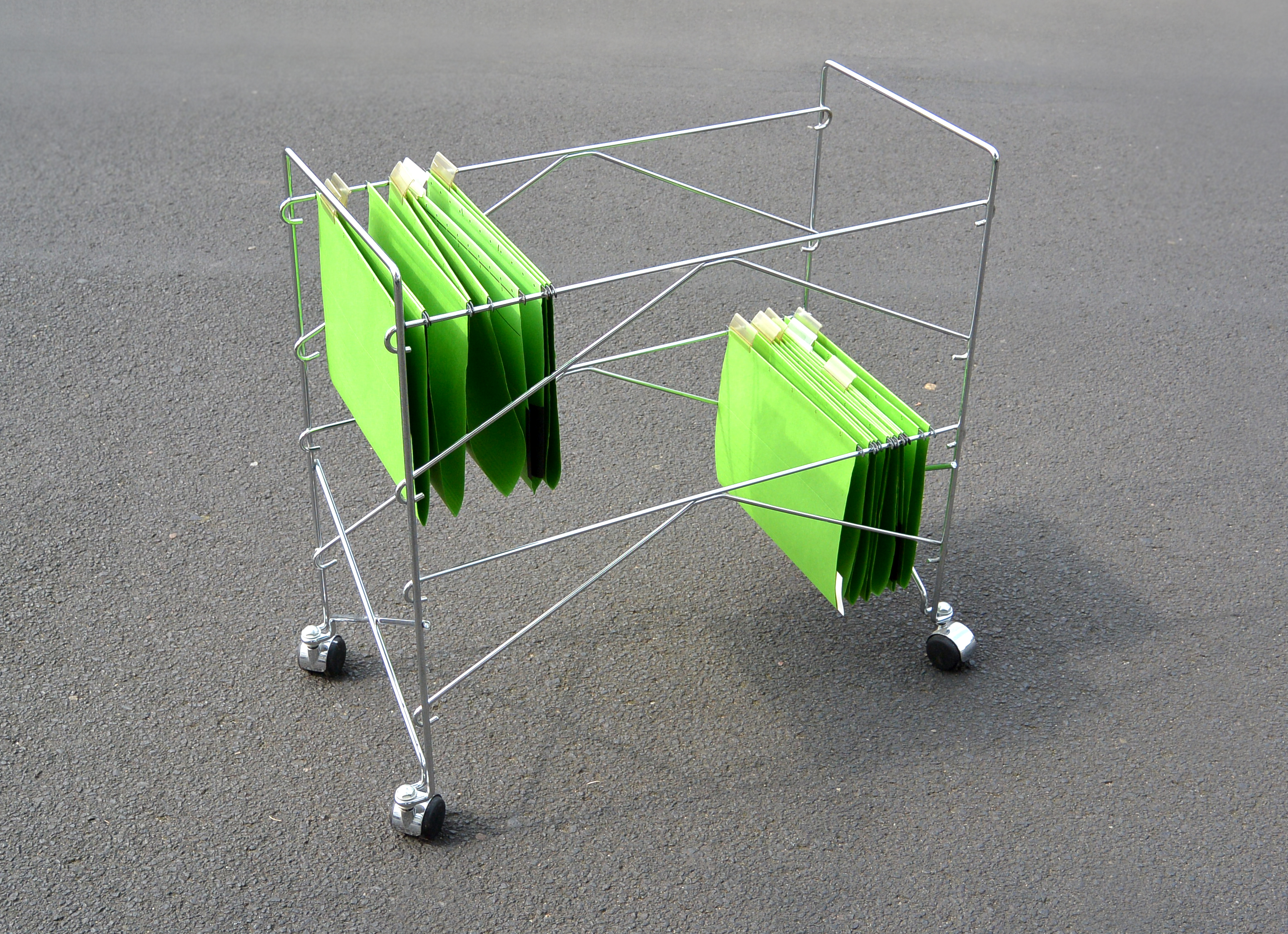
Hängeregistratur, entworfen von Otl Aicher

Aicher ist einer der Wegbereiter des Corporate Designs: So entstand noch an der Hochschule für Gestaltung Ulm das visuelle Erscheinungsbild der Lufthansa, das bis heute in einer leichten Modifikation verwendet wird. Mit den radikal reduzierten Piktogrammen für die Olympischen Spiele von München entwickelte das Team um Otl Aicher eine neue Zeichensprache, die von allen Menschen sofort verstanden wurde. Zudem gestaltete er die Olympiamöbel.
Weitere Unternehmen, an deren Erscheinungsbild Aicher beteiligt war, sind das ZDF, ERCO Leuchten, FSB, Flughafen Frankfurt, Dresdner Bank, Westdeutsche Landesbank, Sparkasse, Raiffeisenbank, Bulthaup Küchen, Bayerische Rück, Durst Phototechnik, Braun, BayWa, Schulz Bürozentrum sowie der Verlag Severin & Siedler. Im Krupp-Krankenhaus in Essen schuf Aicher das Orientierungssystem. Weiterhin entwarf er das Signet der Universität Konstanz. Der heute geläufige Begriff der Visuellen Kommunikation ist auf Aichers theoretische Arbeit zurückzuführen.
Otl Aichers Arbeit hatte großen Einfluss auf das Erscheinungsbild Westdeutschlands in der Nachkriegszeit. Er steht für die optische „Läuterung“ deutschen Designs und deutscher Unternehmen (z. B. Lufthansa) nach dem Krieg. Dabei spielt auch seine konsequente Haltung gegenüber dem Nationalsozialismus und seine Freundschaft mit der Familie Scholl eine Rolle. In Ulm, wo Aicher mit anderen die Hochschule für Gestaltung gründete, war der erste Oberbürgermeister nach dem Krieg von 1945 bis 1949 Robert Scholl, der Vater der Geschwister Scholl, der 1952 Aichers Schwiegervater wurde.
In seiner Arbeit bezog Aicher sich auch auf große Vorbilder und vorhandene Ideen. Sein (später gescheiterter) Versuch der Integration des Schweizer Künstlers Max Bill in die Ulmer Hochschule für Gestaltung lief parallel mit einer inhaltlichen Anlehnung an dessen grafische und typografische Lehrmeinungen (Layout-Raster, Flattersatz, serifenlose Schriften, radikale kleinschreibung).
Für sein Schaffen benutzte Otl Aicher durch andere Typografen vorgelegte Schriften, so u. a. die Univers von Adrian Frutiger für die Olympischen Spiele in München. Erst gegen Ende seines Schaffens entwickelte er selbst eine erfolgreiche Schrift. Nach seinem Wohnort im Allgäu nannte er sie Rotis. Als Fließtext wird sie zwar nicht in jeder Hinsicht als optimal empfunden, aber bei Markenlogos hat sie bis heute Erfolg, u. a. beim Küchenhersteller Bulthaup. Auch das Evangelische Gesangbuch (1994) der Landeskirchen Bayerns, Württembergs, Mitteldeutschlands und Mecklenburg-Vorpommerns ist in Rotis gesetzt.

## Ehrungen

### Benennungen

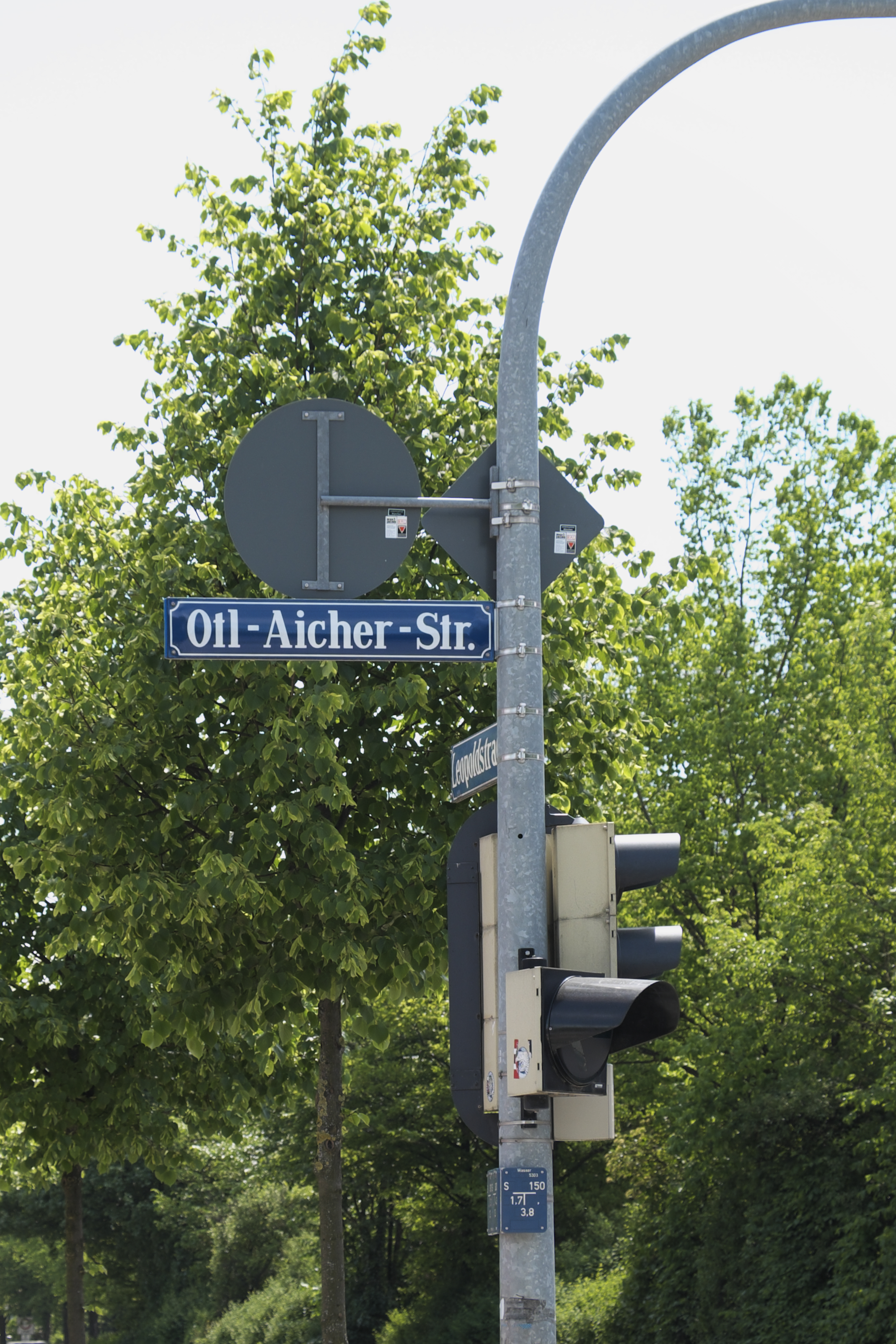
Otl-Aicher-Straße in München

Im Sommer 2006 fassten die Schulkonferenz und der Gemeinderat der Stadt Leutkirch den Beschluss, die Realschule Leutkirch künftig „Otl-Aicher-Realschule“ zu nennen.
Im Zuge des Designparcours München 2008 wurde das Projekt „München braucht eine Otl-Aicher-Straße“ gestartet. Aicher soll als Kommunikationsdesigner und nicht zuletzt für seine Leistungen als Gestaltungsbeauftragter der Olympischen Spiele 1972 in München geehrt werden. Mit der Gründung eines Vereins wollten die Initiatoren die Benennung einer Straße nach dem bedeutenden Designer erwirken. Am 6. Mai 2010 kam der Münchner Stadtrat dem nach. Seither gibt es eine Otl-Aicher-Straße im Stadtbezirk 12 Schwabing-Freimann.
Ein Wagen der Straßenbahn Ulm trägt seinen Namen, ebenso seit 2010 die „Otl-Aicher-Allee“ im Wohngebiet Lettenwald im Ulmer Stadtteil Böfingen.

### Ausstellungen
Anlässlich des 40-jährigen Jubiläums der Olympischen Sommerspiele 1972 in München fand von Juli bis September 2012 in der dortigen Volkshochschule Gasteig eine Ausstellung mit dem Titel „Otl Aicher – Design Olympia 72“ statt. Es wurden Plakate, Drucksachen und Objekte gezeigt, die Otl Aicher von 1967 bis 1972 mit seinem Team entwickelt hatte.

### Philatelistisches
Mit dem Erstausgabetag 5. Mai 2022 gab die Deutsche Post AG eine Sonderbriefmarke im Nennwert von 160 Eurocent anlässlich des 100. Geburtstags des Künstlers heraus. Der Entwurf stammt von dem Grafiker Frank Philippin aus Aschaffenburg.

### „otl aicher 100“
Gemeinsam mit Otl Aichers Sohn Florian Aicher initiierte der Designer Kai Gehrmann anlässlich des 100. Geburtsjubiläums das Projekt „otl aicher 100“. Es wird gefördert von der Kulturstiftung des Bundes. Projektträger ist das Internationale Design Zentrum Berlin e. V.
Im Mittelpunkt steht die von Designwissenschaftlern, Journalisten und Autoren kuratierte Internetpräsenz www.otlaicher100.de, welche durch physische Veranstaltungen flankiert wird. Hier werden Fragestellungen, die Aicher beschäftigten, mit heutigen Akteuren der Designwelt diskutiert und vertieft.
Die Eröffnungsveranstaltung am 13. Mai 2022 in der Berliner Akademie der Künste war dem Thema „Künstliche Intelligenz und Ethik“ gewidmet; der Titel der Veranstaltung „es gibt keinen computer, der nach freiheit ruft“ greift ein Zitat aus Aichers Essay kulturen des denkens auf.
Weitere Veranstaltungen folgten am 25. Juni 2022 („natürlich ist ein auto auch ein zeichen“, Retrospektive zu Otl Aichers Buch Kritik am Auto, München 1984), am 26. August 2022 anlässlich der Eröffnung der XX. Olympischen Spiele 1972 in München vor 50 Jahren („wir haben brot, wir haben spiele“, Olympia als Politikum, Olympia als Utopie, Olympia als Big Business) und am 20. Oktober 2022 („hier gibt es nichts, das schatten spendet“, Vier Männer und zwei Motorräder in der Wüste).

## Werke (Auswahl)
- Die Küche zum Kochen. Callwey Verlag, München 1982, ISBN 3-936896-18-6.
- gehen in der wüste. Frankfurt am Main 1982, ISBN 3-10-000430-2.
- Kritik am Auto – Schwierige Verteidigung des Autos gegen seine Anbeter. Callwey Verlag, München 1984, ISBN 3-7667-0747-7
- innenseiten des kriegs. S. Fischer, Frankfurt am Main 1985, ISBN 3-596-13795-0.
- typographie. Berlin 1988, ISBN 3-87439-683-5, 1989 2. A., ISBN 3-433-02090-6. Mit Beitrag von Josef Rommen.
- typographie. Reprint der Originalausgabe. Hermann Schmidt, Mainz 2005, ISBN 978-3-87439-683-7.
- Über das Farbliche. Hatje Verlag, 1993.
- Architektur des Machens. In: ARCH+, 1990, Nr. 102, S. 29–36.
- analog und digital. Berlin 1991, ISBN 3-433-02176-7.
- die welt als entwurf. Verlag Ernst & Sohn, 1991, ISBN 3-433-02185-6.
- schreiben und widersprechen. Verlag Janus Press, 1993, ISBN 3-928942-03-4.

Mit anderen veröffentlichte Bücher
- mit Rudolf Saß: Flugbild Deutschland. Praesentverlag, Gütersloh 1968.
- mit Rudolf Saß: Im Flug über Europa. Otto Müller Verlag, Salzburg 1980.
- mit Martin Krampen: Zeichensysteme. Alexander Koch Verlag, München 1980, ISBN 3-433-02650-5.
- mit Gabriele Greindl und Wilhelm Vossenkuhl: Wilhelm von Ockham. Das Risiko modern zu denken (Ausstellungsreihe der Bayerischen Rück „Erkundungen“; Ausstellung Nr. 5). Callwey Verlag, München 1986, ISBN 3-7667-0804-X.
- Günter Behnisch et al.: Konstruktive Intelligenz. In: ARCH+, 1990, Nr. 102, S. 42–52.

Bücher für bzw. vom Klinkenhersteller FSB
- mit Robert Kuhn: Greifen und Griffe. 2. Aufl. Verlag der Buchhandlung Walther König, Köln 1995.
- mit Jürgen W. Braun: Türklinken. Workshop in Brakel. Verlag der Buchhandlung Walther König, 1987.
- mit Jürgen W. Braun: Johannes Potente, Brakel. Design der 50er Jahre. Verlag der Buchhandlung Walther König, 1989.
- mit Jürgen W. Braun: Zugänge – Ausgänge. 2. Band. Verlag der Buchhandlung Walther König, Köln 1990.

## Film
- Peter und Angelika Schubert: Otl Aicher, der Denker am Objekt. Filmporträt 45 Minuten. Film Nr. 3 aus der edition disegno, Peter Schubert.